# Orlando Calevro
Orlando Calevro (Massa, 20 novembre 1954 – Parma, 20 aprile 2004) è stato un pianista e docente di pianoforte italiano.

## Biografia
Ha iniziato gli studi musicali a sei anni con Alberto dell'Arsina e si è diplomato nel 1974 con la lode, all'Istituto musicale "L. Boccherini" di Lucca. Successivamente si è perfezionato con Carlo Vidusso, Ornella Puliti Santoliquido, Gloria Lanni, Fausto Di Cesare e presso il "Mozarteum" di Salisburgo con Renzo Silvestri.
Dal 1971 al 1976 ha vinto numerosi Concorsi Nazionali e la borsa di studio "A. Casella" del "Festival delle Nazioni" di Città di Castello. Ha ottenuto riconoscimenti internazionali con il 2º premio al Concorso "Cata Monti" di Trieste per la musica del '900 nel 1977 e il 3º premio al Concorso per la Musica da Camera di Ancona nel 1979 col il Sestetto di Poulenc.
Nel 1981 è stato il primo musicista italiano che ha vinto un concorso del "Conservatorio Chaikovskij" di Mosca per una borsa di studio biennale, ottenendo con Gleb Akssel'rod l'"Aspirantura" - "Dottorato di Alta Specializzazione Concertistica". È stato invitato da importanti Istituzioni musicali in Italia e all'estero: "Teatro Valli" di Reggio Emilia, "Castel S. Angelo" di Roma, "Teatro Farnese" di Parma, "Festival delle Nazioni" di Città di Castello, "Museo Brahms" di Baden Baden in Germania, "Festival Ost - West" di Krems in Austria, "Accademia Gnesina" di Mosca, Filarmonica di S. Pietroburgo in Russia, Festival di Raahen, Università di Jevascula in Finlandia, Filarmonica di Bischkek in Kirghizistan, Teatro Nazionale di Alma - Ata in Kazakistan.
Ha effettuato varie registrazioni per il terzo programma della RAI, la Radio e Televisione della Russia, del Kazakistan e del Kirghizistan.
Docente di pianoforte principale al Conservatorio "A. Boito" di Parma ha tenuto corsi di perfezionamento a Porto Venere e Krems. Ha collaborato con Konrad Klemm, Dino Asciolla, Magda Laszlo, Pavel Vernikov e il Nuovo Quartetto Italiano.
Ha inciso per Phoenix Classics nel 1998 il cd "Fiabe e Quadri musicali russi" - "Russian musical Fairy-tales and Pictures" con musiche pianistiche di Medtner, Prokofiev e Musorgskij.
È scomparso a Parma il 20 aprile 2004. Un secondo cd pubblicato nel 2006 da Aliamusica Records ne ricorda la figura artistica con registrazioni live dal 1982 al 2003 di Prokofiev, Schubert, Liszt e Čajkovskij.

## Critiche giornalistiche
"... in Medtner, temperamento più meditativo che estroverso, si insinua segretamente entro il denso tessuto contrappuntistico, per affiorare qua e là attraverso i suggestivi richiami melodici. - Gian Paolo Minardi (La Gazzetta di Parma)
"... Ciò che più ci ha colpito è che egli italiano, abbia saputo penetrare profondamente nell'anima russa. ...abbiamo percepito nel suo suono elementi del tutto nuovi: l'espressività tagliente, il dinamismo, la ferrea volontà. - A. Kuznezov (Molodiosgnaja Gazeta)
Un pianista originale Calevro, intrigante provocatorio a livello interpretativo in più di una scelta. E anche curioso il suo approccio allo strumento. Curioso il suo sedersi al pianoforte, mai uguale. Una volta meditativo per trovare la concentrazione, una volta irruento, con attacchi repentini senza aspettare il silenzio del pubblico, oppure tranquillo. Di questa fervida personalità si sono nutriti i "Quadri di Musorgskij", dei quali si è evidenziata, oltre alla grande difficoltà esecutiva, l'intensa ricchezza poetica. - Carlotta Ghezzi (La libertà)
Il pianismo di Calevro è denso di significato umano perché scaturisce dalla sincerità di un interprete convinto e fiducioso nelle potenzialità che il messaggio della musica riesce a trasmettere al mondo. - Maria Giovanna Forlani (Il nuovo giornale)
"... il pianista Orlando Calevro ha saputo evocare con atmosfere sonore di straordinario fascino timbrico-armonico, immagini poetiche intimamente ispirate. ...sul piano sonoro, lirismo e percussione, sono stati colti come parte di un unico disegno in una esecuzione lucida ed equilibrata..." - D. B. (La Gazzetta di Reggio)